# Angry Boys
Angry Boys ist eine australische Comedyserie im Mockumentary-Stil von Chris Lilley, welcher zugleich als Darsteller in unterschiedlichen Rollen agiert. Die Serie erkundet das Leben junger Heranwachsender im 21. Jahrhundert und zeigt deren Einflüsse, Träume und Ambitionen. Lilley übernimmt dabei mehreren Rollen:
- Daniel und Nathan Sims, zwei Südaustralische Zwillinge,
- S.mouse, ein amerikanischer Rapper,
- Jen, eine manipulative japanische Mutter,
- Blake Oakfield, ein Surfchampion,
- Ruth Sims, eine Sicherheitsfrau in einem Jugendarrest und Großmutter von Daniel und Nathan

Die Serie ist eine Co-Produktion der Australian Broadcasting Corporation und des US-amerikanischen Kabelsenders Home Box Office. Der britische Sender BBC Three hat die Serie zudem bereits vor Fertigstellung eingekauft. Gedreht wurde in Melbourne, Los Angeles und Tokio. Die Premiere erfolgte am 11. Mai 2011 um 21:00 Uhr auf dem australischen Sender ABC1. Nach einer Staffel mit zwölf Episoden wurde die Serie eingestellt.

## Besetzung und Synchronisation
Die deutsche Synchronisation entstand durch die Synchronfirma Level 45 GmbH in Berlin.
| Rollenname                                                                        | Schauspieler     | Synchronsprecher          |
| --------------------------------------------------------------------------------- | ---------------- | ------------------------- |
| Daniel und Nathan Sims S.mouse Jen Blake Oakfield Ruth Sims Ruth Sims Enkelkinder | Chris Lilley     | Constantin von Jascheroff |
| Thyson                                                                            | Liam Keltie      | Philip Süß                |
| Danthony                                                                          | Clyde Boraine    | Asad Schwarz              |
| Hunter                                                                            | Paul Pearson     | Sven Gerhardt             |
| Kareena                                                                           | Sarah Sutherland | Diana Borgwardt           |
| Kerry                                                                             | Deborah Jones    | Denise Gorzelanny         |
| Shwayne, Sr.                                                                      | Richard Lawson   | Roman Kretschmer          |
| Steve                                                                             | Greg Fairall     | Tim Moeseritz             |
| Tim Okazaki                                                                       | Jordan Dang      | Hannes Maurer             |
| Bob Mansell                                                                       | Randall Berger   | Frank-Otto Schenk         |
| Larry Gleisman                                                                    | Jim Knobeloch    | Ingo Albrecht             |
| Sozialarbeiterin                                                                  | Juanita Kelly    | Ute Noack                 |

## Ausstrahlung
Die Erstausstrahlung erfolgte am 11. Mai 2011 auf dem australischen Sender ABC1 und erreichte eine Quote von 1,368 Millionen Zuschauern. Die zweite Episode erreichte mit 1,346 Millionen Zuschauern annähernd die gleiche Quote. Im Verlauf der ersten Staffel sanken die Quoten jedoch stetig ab, so dass die zehnte Episode mit 0,453 Millionen Zuschauern den niedrigsten Wert der Serie hatte.
Die deutschsprachige Erstausstrahlung wurde vom 26. Juni bis zu 11. September 2013 auf dem Pay-TV-Sender Sky Atlantic HD ausgestrahlt.

## Episodenliste
| Nr. | Deutscher Titel | Originaltitel | Erstausstrahlung USA | Deutschsprachige Erstausstrahlung (D/A/CH) | Drehbuch     |
| --- | --------------- | ------------- | -------------------- | ------------------------------------------ | ------------ |
| 1   | Episode 1       | Episode 1     | 11. Mai 2011         | 26. Juni 2013                              | Chris Lilley |
| 2   | Episode 2       | Episode 2     | 18. Mai 2011         | 3. Juli 2013                               | Chris Lilley |
| 3   | Episode 3       | Episode 3     | 25. Mai 2011         | 10. Juli 2013                              | Chris Lilley |
| 4   | Episode 4       | Episode 4     | 1. Juni 2011         | 17. Juli 2013                              | Chris Lilley |
| 5   | Episode 5       | Episode 5     | 8. Juni 2011         | 24. Juli 2013                              | Chris Lilley |
| 6   | Episode 6       | Episode 6     | 15. Juni 2011        | 31. Juli 2013                              | Chris Lilley |
| 7   | Episode 7       | Episode 7     | 22. Juni 2011        | 7. Aug. 2013                               | Chris Lilley |
| 8   | Episode 8       | Episode 8     | 29. Juni 2011        | 14. Aug. 2013                              | Chris Lilley |
| 9   | Episode 9       | Episode 9     | 6. Juli 2011         | 21. Aug. 2013                              | Chris Lilley |
| 10  | Episode 10      | Episode 10    | 13. Juli 2011        | 28. Aug. 2013                              | Chris Lilley |
| 11  | Episode 11      | Episode 11    | 20. Juli 2011        | 4. Sep. 2013                               | Chris Lilley |
| 12  | Episode 12      | Episode 12    | 27. Juli 2011        | 11. Sep. 2013                              | Chris Lilley |